# Henk Gommer
Henk Gommer (17 november 1962) is een Nederlandse voormalige middellange- en langeafstandsloper. Begin jaren negentig van de 20e eeuw behoorde hij tot de Nederlandse top. Hij werd meervoudig Nederlands kampioen op diverse afstanden. Ook maakte hij deel uit van de Nederlandse ploeg die van 1994 tot ver in 2022 het Europees record op de Ekiden in handen had. Als Nederlands record staat het echter nog altijd overeind. 

## Biografie
Zijn eerste succes boekte Gommer in 1992 met het winnen van de 3000 m op de Nederlandse indoorkampioenschappen. Datzelfde jaar won hij ook zijn eerste nationale outdoortitel op de 5000 m. Op 7 maart 1993 won hij in Harderwijk het Nederlands kampioenschap veldlopen (lange afstand). In datzelfde jaar prolongeerde hij zijn nationale titels op de 5000 m (outdoor) en 3000 m (indoor).
Op 23 november 1994 verbeterde Henk Gommer in de Japanse stad Chiba met de Nederlandse ploeg, bestaand uit Greg van Hest, Simon Vroemen, Gerard Kappert, Henk Gommer en René Godlieb, het Europees record op de Ekiden tot 2:03.12. De Ethiopische ploeg verbeterde het wereldrecord tot 2:00.28. De Nederlandse ploeg werd vijfde achter Ethiopië, Japan, Groot-Brittannië en Australië. Ook is hij Nederlands mederecordhouder op de 4 x 1500 m estafette voor clubs (Tartletos) met een tijd van 15.12,00.
In 1995 zette Gommer een punt achter zijn actieve atletiekloopbaan.
In zijn actieve tijd was Gommer aangesloten bij atletiekvereniging Tartlétos en later bij Schuurmans.

## Nederlandse kampioenschappen
Outdoor
| Onderdeel                 | Jaar       |
| ------------------------- | ---------- |
| 5000 m                    | 1992, 1993 |
| veldlopen (lange afstand) | 1993       |

Indoor
| Onderdeel | Jaar       |
| --------- | ---------- |
| 3000 m    | 1992, 1993 |

## Persoonlijke records
| Onderdeel      | Prestatie | Datum            | Plaats              |
| -------------- | --------- | ---------------- | ------------------- |
| 1500 m         | 3.41,90   | 19 juni 1991     | Papendal            |
| 3000 m         | 7.51,76   | 6 augustus 1993  | Rhede               |
| 5000 m         | 13.30,25  | 31 juli 1993     | Hechtel             |
| 10.000 m       | 29.07,27  | 23 juni 1990     | Kapfenberg          |
| 15 km          | 45.27     | 15 november 1992 | Nijmegen            |
| 10 Eng. mijl   | 49.44     | 30 augustus 1992 | Heerlen             |
| 20 km          | 1:00.23   | 9 maart 1991     | Alphen aan den Rijn |
| halve marathon | 1:05.23   | 28 maart 1992    | Den Haag            |

## Palmares

### 1500 m
- 1987:  NK indoor - 3.54,13

### 3000 m
- 1992:  NK indoor - 8.04,84
- 1993:  NK indoor - 8.05,81

### 5000 m
- 1991: 4e NK in Eindhoven - 14.26,00
- 1992:  NK in Helmond - 13.59,05
- 1993:  NK in Amsterdam - 14.10,12

### 15 km
- 1992: 9e Zevenheuvelenloop - 45.27
- 1993: 22e Zevenheuvelenloop - 46.07

### 20 km
- 1991: 4e 20 van Alphen - 1:00.23
- 1993: 14e 20 van Alphen - 1:01.29

### halve marathon
- 1992: 19e City-Pier-City Loop - 1:05.23

### veldlopen
- 1988: 7e Warandeloop
- 1989: 5e Warandeloop - 30.58
- 1990: 189e WK (12.200 m), Aix-les-Bains - 37.57
- 1990: 4e Warandeloop - 30.28
- 1991:  NK (12.400 m), Deurne - 38.41
- 1991: 45e WK (11.764 m), Antwerpen - 35.15
- 1991: 4e Warandeloop - 30.22
- 1992: 103e WK (12 km), Boston - 39.02
- 1992:  Warandeloop - 30.06
- 1993:  NK (11,7 km), Harderwijk - 36.03
- 1993: 65e WK (11.750 m), Amorebieta - 34.46
- 1993: 11e Warandeloop - 30.25